# Mol (Belgique)
Pour les articles homonymes, voir Mol.
Mol est une commune néerlandophone de Belgique située en Région flamande, dans la province d'Anvers.

## Histoire

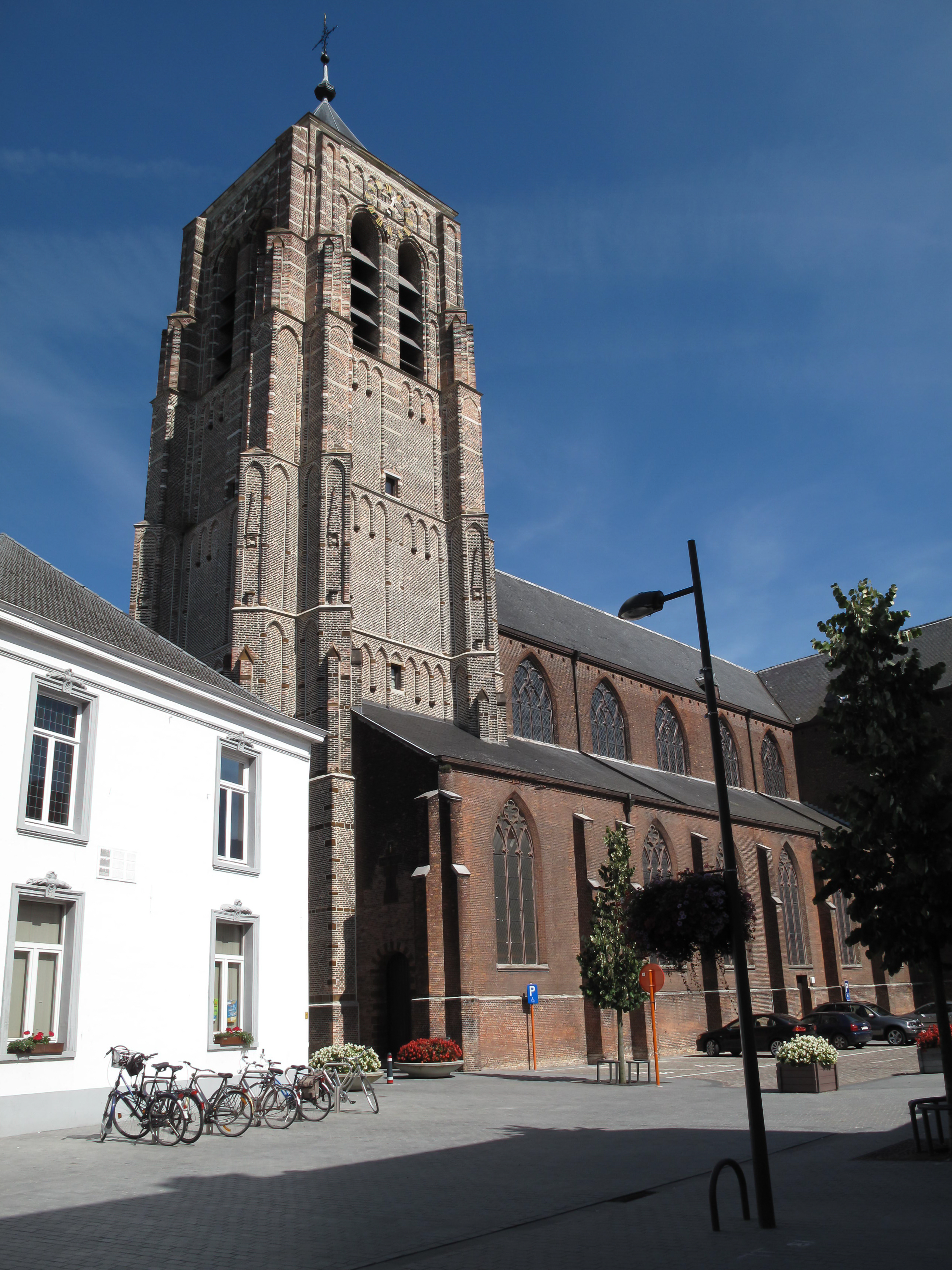
Église Saints-Pierre-et-Paul, à Mol.

## SCK CEN
Mol est connu pour son Centre d'études de l’énergie nucléaire SCK CEN, créé en 1952. En 1953, le Centre d’études des applications de l’énergie nucléaire, aujourd’hui rebaptisé SCK CEN, décida la construction en Belgique du premier réacteur nucléaire de recherche.
Le site de Mol fut choisi en 1954 pour la construction du réacteur BR-1 fonctionnant à l'uranium naturel, refroidi par air et modéré par le graphite, d'une puissance de 3 MWe. Le premier réacteur nucléaire belge à eau pressurisée BR-3 y a été construit en 1962. Il est définitivement arrêté depuis 1987 et actuellement en phase de démantèlement nucléaire. Le SCK•CEN accueille également sur son site le laboratoire de recherche souterrain HADES destiné à évaluer la faisabilité et la sûreté du stockage des déchets radioactifs en couche géologique profonde. La galerie principale du laboratoire HADES a été excavée à −223 m de profondeur, un peu au-dessus du plan médian de -230 m de l'argile de Boom épaisse de 100 m (de −280 m à −180 m) à Mol.
Le centre de stockage de déchets radioactifs à vie courte, de faible et moyenne activité, en surface (dépôt cAt) est en cours d'étude et de développement sur la commune de Dessel juste à côté des installations de traitement et d'entreposage temporaire des déchets radioactifs de Belgoprocess, la commune de Mol n'ayant pas été retenue pour ce projet.

## Héraldique
|  | La commune possède des armoiries qui lui ont été octroyées le 20 décembre 1846. Des nouvelles armoiries lui ont été octroyées le 8 septembre 1830 et confirmées le 6 juin 1989. Elles sont basées sur l'ancien sceau du village, montrant Saint-Pierre. Le sceau était le sceau de l'Abbaye Saint-Pierre de Corbie pour Mol, puisque Mol, Balen et Dessel étaient des biens de l'abbaye depuis 774. Le sceau était utilisé par le village depuis des siècles. Les armoiries précédentes ont été accordées en 1846 et présentaient des armoiries assez différentes. C'étaient celles de la famille De Mol de Bruxelles. Bien qu'ils aient loué le domaine de Mol entre 1626 et 1660, il n'y a aucun document connu dans le village avec les armoiries de cette famille. Par conséquent, en 1930, de nouvelles armoiries furent octroyées sur la base du sceau historique. Blasonnement : De gueules à un saint Pierre avec un nimbe, une clé dans la main droite et un livre dans la main gauche, accompagnés de deux branches de feuillage, le tout d'or. (Traduction libre) Source du blasonnement : Heraldy of the World. |

## Lieux et monuments
- L'église des Saints-Pierre-et-Paul renferme une épine de la couronne du Christ en l'honneur de laquelle a lieu chaque année une procession.
- L' Abbaye de Postel où vivent des prêtres de l'ordre des Prémontrés (dit aussi Norbertins), est située sur le territoire de la commune.

## Musées
- Musée Jakob Smits, situé dans le hameau de Sluis, consacré au peintre Jakob Smits et à l'École de Mol

## Mol et ses hameaux
| #    | Nom          | Superficie (km²) | Population (31/12/2008) |
| ---- | ------------ | ---------------- | ----------------------- |
| I    | Centre       | 3,97             | 6.742                   |
| II   | Achterbos    | 5,41             | 3.786                   |
| III  | Donk         | 6,62             | 1.589                   |
| IV   | Ezaart       | 7,61             | 3.147                   |
| V    | Ginderbuiten | 2,61             | 3.319                   |
| VI   | Gompel       | 2,92             | 1.489                   |
| VII  | Heidehuizen  | 2,65             | 2.223                   |
| VIII | Millegem     | 11,92            | 3.376                   |
| IX   | Rauw         | 13,91            | 2.934                   |
| X    | Sluis        | 6,82             | 2.206                   |
| XI   | Wezel        | 5,32             | 2.750                   |
| XII  | Postel       | 44,43            | 208                     |

## Démographie

### Évolution démographique
Graphe de l'évolution de la population de la commune.
- Source : Statbel - Remarque: 1806 jusqu'à 1981=recensement; depuis 1990=nombre d'habitants chaque 1er janvier

## Personnages connus

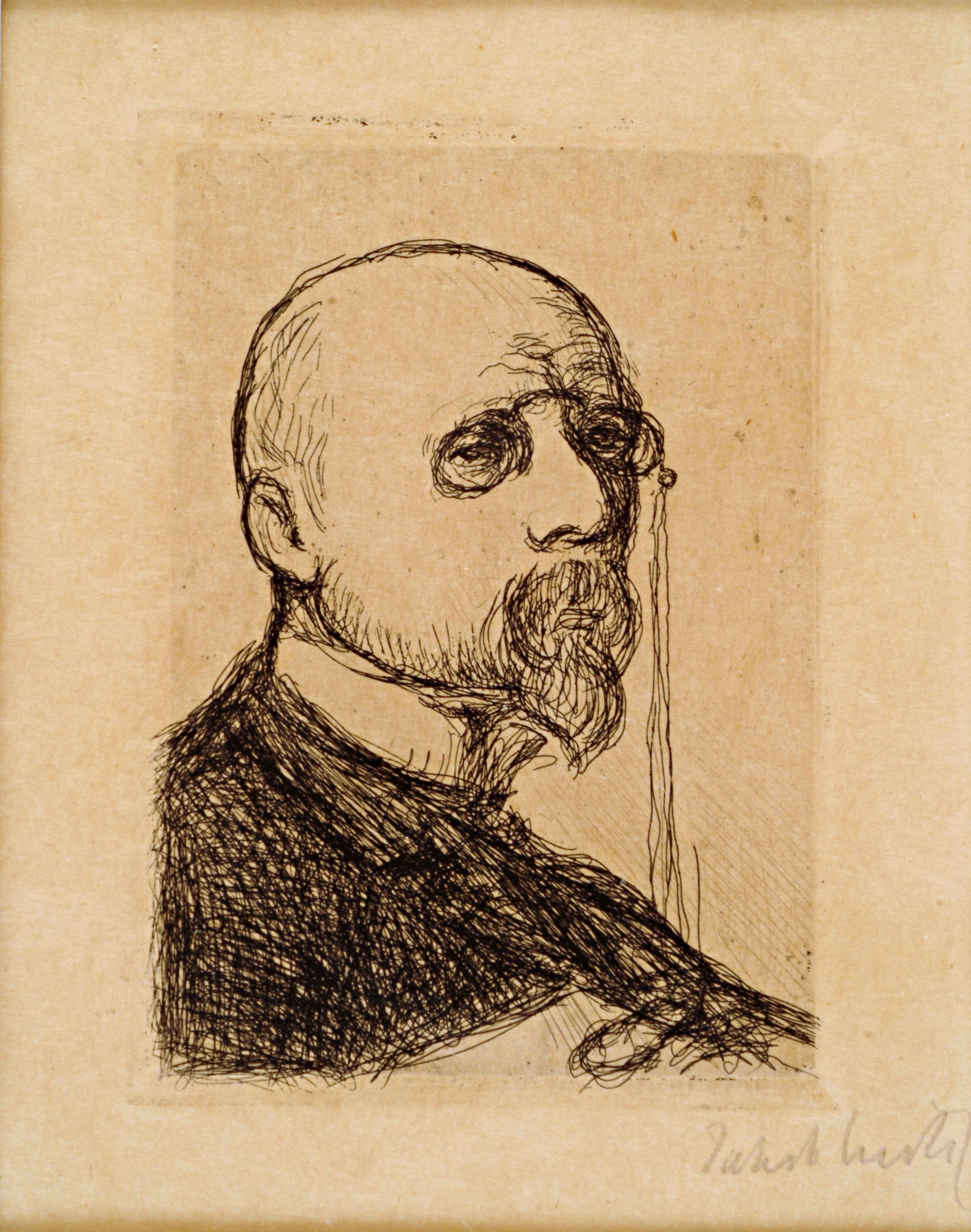
autoportrait par Jakob Smits, collection Musée Jakob Smits

- Émile Van Hencxthoven (1852-1906), prêtre jésuite, missionnaire au Congo, est né à Mol
- Jakob Smits (1856-1928), peintre, a vécu à Mol
- Charles de Broqueville (1860-1940), homme politique.
- Julien Delocht (1942-), coureur cycliste, est né à Mol.
- Zjef Vanuytsel (1945-2015), chanteur.
- Wilfried Peeters (1964- ), ancien coureur cycliste.
- Joël Smets (1969- ), pilote de motocross.
- Tom Boonen (1980- ), coureur cycliste, est né à Mol.
- Kirsten Flipkens (1986- ), joueuse de tennis, habite à Mol
- Hadise (1985-), chanteuse turco-belge.
- Nele Gilis (1996-), joueuse de squash, née à Mol
- Tinne Gilis (1997-), joueuse de squash, née à Mol
- Jasper Philipsen (1998-), coureur cycliste
- Hugo Van Mol (1993-), auteur compositeur et producteur. Vient de Mol